# Troy Corser
Troy Corser, punim imenom Troy Gordon Corser (Wollongong, Novi Južni Wales, Australija, 27. studenog 1971.) je bivši australski vozač motociklističkih utrka. 

## Životopis i karijera
Troy Corser je rođen 27. studenog 1971. godine u Wollongongu u australskoj državi Novi Južni Wales. U početku se bavio s motokrosmom, te potom u dirt track i enduro utrkama motocikala. 
 
S cestovnim motociklizmom je počeo 1990. godine u australskom Superbike prvenstvu (eng. Australian Superbike Championship). 1992. godine debitira na posljednje dvije runde Svjetskog prvenstva Superbike (na Yamahi), osvojivši ukupno 14 bodova. 1993. godine je prvak Australskog Superbike prvenstva (vozio Hondu RC30). 1994. godine je prešao u ekipu Fast by Ferracci koja je koristila Ducati motocikle. Postao je prvaka AMA Superbike prvenstva, te je nastupio na pet rundi Svjetskog prvenstva Superbike, na kojima je osvojio pet postolja. 
 
1995. prelazi potpuno u Svjetsko prvenstvo Superbike, za ekipu "Promotor Power House", te uz tvorničku podršku Ducatija za motocikl Ducati 916 R (prvi tvornički vozač Ducatija je bio Carl Fogarty iz ekipe "Ducati Corse Virginio Ferrari"). Na kraju sezone Troy Corser osvaja drugo mjesto, uz četiri pobjede i 15 postolja u sezoni. 1996. godine je osvojio Svjetsko prvenstvo Superbike, s 369 bodova (pobijedio je na 7 utrka, te imao 13 postolja). 
 
1997. godine prelazi u Svjetsko prvenstvo 500cc te za ekipe "Yamaha Promotor Racing" i "Red Bull Yamaha WCM" nastupa na prvih sedam utrka sezone. Osvojio je 11 bodova i zauzeo 23. mjesto u prvenstvu. 
 
1998. godine se vraća Svjetsko prvenstvo Superbike voziti za Ducati u ekipu "Ducati ADVF", te završava prvenstvo na trećem mjestu (2 pobjede, 14 postolja). 1999. prelazi u ekipu "Ducati Perfomance", u kojoj vozi uz aktualnog prvaka Carla Fogartya. Prvenstvo nanovo završava na trećem mjestu (3 pobjede, 13 postolja). 
 
2000. godine prelazi u ekipu "Aprilia Axo" na Aprilia RSV 1000 motociklu. Treći put zaredom osvaja treće mjesto u prvenstvu, ovaj put s 5 pobjeda i 8 postolja u prvenstvu, a u sezoni 2001. s istom momčadi osvaja četvrto mjesto u prvenstvu s dvije pobjede i 10 postolja. 
 
2002. godine se ne natječče, nego za momčad Carla Fogartya i malezijskog proivođača Petronas testira motocikl Petronas FP1 za Superbike prvenstvo. S ovim motociklom i u momčadi "Foggy PETRONAS Racing" nastupa 2003. i 2004. u Svjetskom prvenstvu Superbike, ali ipak sa slabijim rezultatima (12. i 9. mjesto u prvenstvum jedno postolje) 
 
U sezonama 2005. i 2006. vozi za momčad "Alstare Suzuki Corona Extra" na motociklu Suzuki GSX-R 1000, a momčadski kolega u ove dvije sezone mu je Japanac Yukio Kagayama. U sezoni 2005. po drugi put je svjetski Superbike prvak, pobijedivši na osam utrka, te 18 postolja, te je također prvi vozač koji je za Suzuki postao scjetski Superbike prvak. U sezoni 2006. osvaja četvrto mjesto u prvenstvu (2 pobjede, 9 postolje). Po završetku sezone 2006. prelazi u ekipu "Yamaha Motor Italia" 8sa tvorničkom podrškom Yamahe), a na njegovo mmjesto u "Alstare Suzuki Corona Extra" dolazi Talijan Max Biaggi. 
 
U ekipi "Yamaha Motor Italia" vozi na motociklu Yamaha YZF-R1, a drugi vozač u timu je Japanac Noriyuki Haga. U sezoni 2007. osvaja peto mjesto u prvenstvu (9 postolja), a 2008. godine osvaja drugo mjjesto (13 postolja). 
 
U 2009. godii počinje voziti za ekipu "BMW Motorrad Motorsport", preko koje BMW po prvi put ulazi u Svjetsko prvenstvo Superbike, te koristi motocikl  BMW S1000 RR. U tri sezone osvaja redom 13., 11. i 15. mjesto u prvenstvu uz dva postolja. 
 
Po završetku sezone 2011. završava natjecateljsku karijeru, te potom radi kao instruktor za obuku i školovanje motociklista.

## Uspjesi u prvenstvima
Svjetsko prvenstvo - Superbike
- prvak: 1996., 2005.
- drugoplasirani: 1995., 2008.
- trećeplasirani: 1998., 1999., 2000.

AMA - Superbike
- prvak: 1994.

Australsko prvenstvo - Superbike
- prvak: 1993.

## Osvojene utrke

### Osvojene utrke u natjecanjima sa statusom svjetskog prvenstva
| sezona | prvenstvo                      | momčad                                      | konstruktor | motocikl             | staza                    | osvojena utrka          | izvori                    |
| ------ | ------------------------------ | ------------------------------------------- | ----------- | -------------------- | ------------------------ | ----------------------- | ------------------------- |
| 1995.  | Svjetsko prvenstvo - Superbike | Promotor Racing Promotor Racing Power House | Ducati      | Ducati 916 R         | Salzburgring             | Austria - Race 2        | [ 1 ] [ 2 ] [ 3 ] [ 4 ]   |
| 1995.  | Svjetsko prvenstvo - Superbike | Promotor Racing Promotor Racing Power House | Ducati      | Ducati 916 R         | Laguna Seca              | USA - Race 2            | [ 1 ] [ 2 ] [ 3 ] [ 4 ]   |
| 1995.  | Svjetsko prvenstvo - Superbike | Promotor Racing Promotor Racing Power House | Ducati      | Ducati 916 R         | Sugo                     | Japan - Race 1          | [ 1 ] [ 2 ] [ 3 ] [ 4 ]   |
| 1995.  | Svjetsko prvenstvo - Superbike | Promotor Racing Promotor Racing Power House | Ducati      | Ducati 916 R         | Phillip Island           | Australia - Race 1      | [ 1 ] [ 2 ] [ 3 ] [ 4 ]   |
| 1996.  | Svjetsko prvenstvo - Superbike | Promotor Power House                        | Ducati      | Ducati 916 R         | Donnington Park          | Great Britain - Race 1  | [ 1 ] [ 2 ] [ 5 ] [ 6 ]   |
| 1996.  | Svjetsko prvenstvo - Superbike | Promotor Power House                        | Ducati      | Ducati 916 R         | Donnington Park          | Great Britain - Race 2  | [ 1 ] [ 2 ] [ 5 ] [ 6 ]   |
| 1996.  | Svjetsko prvenstvo - Superbike | Promotor Power House                        | Ducati      | Ducati 916 R         | Brno                     | Czech Republic - Race 1 | [ 1 ] [ 2 ] [ 5 ] [ 6 ]   |
| 1996.  | Svjetsko prvenstvo - Superbike | Promotor Power House                        | Ducati      | Ducati 916 R         | Brno                     | Czech Republic - Race 2 | [ 1 ] [ 2 ] [ 5 ] [ 6 ]   |
| 1996.  | Svjetsko prvenstvo - Superbike | Promotor Power House                        | Ducati      | Ducati 916 R         | Brands Hatch             | Europe - Round 2        | [ 1 ] [ 2 ] [ 5 ] [ 6 ]   |
| 1996.  | Svjetsko prvenstvo - Superbike | Promotor Power House                        | Ducati      | Ducati 916 R         | Albacete                 | Spain - Round 1         | [ 1 ] [ 2 ] [ 5 ] [ 6 ]   |
| 1996.  | Svjetsko prvenstvo - Superbike | Promotor Power House                        | Ducati      | Ducati 916 R         | Albacete                 | Spain - Round 2         | [ 1 ] [ 2 ] [ 5 ] [ 6 ]   |
| 1998.  | Svjetsko prvenstvo - Superbike | Ducati ADVF Ducati Racing ADVF              | Ducati      | Ducati 916 R         | Laguna Seca              | USA - Race 1            | [ 1 ] [ 2 ] [ 7 ] [ 8 ]   |
| 1998.  | Svjetsko prvenstvo - Superbike | Ducati ADVF Ducati Racing ADVF              | Ducati      | Ducati 916 R         | Brands Hatch             | Europe - Round 2        | [ 1 ] [ 2 ] [ 7 ] [ 8 ]   |
| 1999.  | Svjetsko prvenstvo - Superbike | Ducati Performance                          | Ducati      | Ducati 996 RS        | Phillip Island           | Australia - Race 1      | [ 1 ] [ 2 ] [ 9 ] [ 10 ]  |
| 1999.  | Svjetsko prvenstvo - Superbike | Ducati Performance                          | Ducati      | Ducati 996 RS        | Phillip Island           | Australia - Race 2      | [ 1 ] [ 2 ] [ 9 ] [ 10 ]  |
| 1999.  | Svjetsko prvenstvo - Superbike | Ducati Performance                          | Ducati      | Ducati 996 RS        | Nürburgring              | Germany - Race 2        | [ 1 ] [ 2 ] [ 9 ] [ 10 ]  |
| 2000.  | Svjetsko prvenstvo - Superbike | Aprilia Axo                                 | Aprilia     | Aprilia RSV 1000     | Phillip Island           | Australia - Race 1      | [ 1 ] [ 2 ] [ 11 ] [ 12 ] |
| 2000.  | Svjetsko prvenstvo - Superbike | Aprilia Axo                                 | Aprilia     | Aprilia RSV 1000     | Misano Adriatico         | San Marino - Race 1     | [ 1 ] [ 2 ] [ 11 ] [ 12 ] |
| 2000.  | Svjetsko prvenstvo - Superbike | Aprilia Axo                                 | Aprilia     | Aprilia RSV 1000     | Misano Adriatico         | San Marino - Race 2     | [ 1 ] [ 2 ] [ 11 ] [ 12 ] |
| 2000.  | Svjetsko prvenstvo - Superbike | Aprilia Axo                                 | Aprilia     | Aprilia RSV 1000     | Valencia (Ricardo Tormo) | Spain - Race 1          | [ 1 ] [ 2 ] [ 11 ] [ 12 ] |
| 2000.  | Svjetsko prvenstvo - Superbike | Aprilia Axo                                 | Aprilia     | Aprilia RSV 1000     | Laguna Seca              | USA - Race 2            | [ 1 ] [ 2 ] [ 11 ] [ 12 ] |
| 2001.  | Svjetsko prvenstvo - Superbike | Aprilia Axo Virgilio Aprilia Axo            | Aprilia     | Aprilia RSV 1000     | Valencia (Ricardo Tormo) | Spain - Race 1          | [ 1 ] [ 2 ] [ 13 ] [ 14 ] |
| 2001.  | Svjetsko prvenstvo - Superbike | Aprilia Axo Virgilio Aprilia Axo            | Aprilia     | Aprilia RSV 1000     | Valencia (Ricardo Tormo) | Spain - Race 2          | [ 1 ] [ 2 ] [ 13 ] [ 14 ] |
| 2005.  | Svjetsko prvenstvo - Superbike | Alstare Suzuki Corona Extra                 | Suzuki      | Suzuki GSX-R 1000 K5 | Losail                   | Qatar - Race 1          | [ 1 ] [ 2 ] [ 15 ] [ 16 ] |
| 2005.  | Svjetsko prvenstvo - Superbike | Alstare Suzuki Corona Extra                 | Suzuki      | Suzuki GSX-R 1000 K5 | Phillip Island           | Australia - Race 1      | [ 1 ] [ 2 ] [ 15 ] [ 16 ] |
| 2005.  | Svjetsko prvenstvo - Superbike | Alstare Suzuki Corona Extra                 | Suzuki      | Suzuki GSX-R 1000 K5 | Phillip Island           | Australia - Race 2      | [ 1 ] [ 2 ] [ 15 ] [ 16 ] |
| 2005.  | Svjetsko prvenstvo - Superbike | Alstare Suzuki Corona Extra                 | Suzuki      | Suzuki GSX-R 1000 K5 | Valencia (Ricardo Tormo) | Spain - Race 1          | [ 1 ] [ 2 ] [ 15 ] [ 16 ] |
| 2005.  | Svjetsko prvenstvo - Superbike | Alstare Suzuki Corona Extra                 | Suzuki      | Suzuki GSX-R 1000 K5 | Valencia (Ricardo Tormo) | Spain - Race 2          | [ 1 ] [ 2 ] [ 15 ] [ 16 ] |
| 2005.  | Svjetsko prvenstvo - Superbike | Alstare Suzuki Corona Extra                 | Suzuki      | Suzuki GSX-R 1000 K5 | Monza                    | Italy (1) - Race 1      | [ 1 ] [ 2 ] [ 15 ] [ 16 ] |
| 2005.  | Svjetsko prvenstvo - Superbike | Alstare Suzuki Corona Extra                 | Suzuki      | Suzuki GSX-R 1000 K5 | Brno                     | Czech Republic - Race 1 | [ 1 ] [ 2 ] [ 15 ] [ 16 ] |
| 2005.  | Svjetsko prvenstvo - Superbike | Alstare Suzuki Corona Extra                 | Suzuki      | Suzuki GSX-R 1000 K5 | Brands Hatch             | Great Britain - Race 1  | [ 1 ] [ 2 ] [ 15 ] [ 16 ] |
| 2006.  | Svjetsko prvenstvo - Superbike | Alstare Suzuki Corona Extra                 | Suzuki      | Suzuki GSX-R 1000 K6 | Losail                   | Qatar - Race 2          | [ 1 ] [ 2 ] [ 17 ] [ 18 ] |
| 2006.  | Svjetsko prvenstvo - Superbike | Alstare Suzuki Corona Extra                 | Suzuki      | Suzuki GSX-R 1000 K6 | Phillip Island           | Australia - Race 1      | [ 1 ] [ 2 ] [ 17 ] [ 18 ] |

## Pregled karijere

### Po sezonama - cestovni motociklizam
| sezona | prvenstvo                        | momčad                                        | konstruktor | motocikl                | utrka   | pobjede | postolja | 1. startna pozicija | najbrži krug | bodova | plasman | izvori                                                  |
| ------ | -------------------------------- | --------------------------------------------- | ----------- | ----------------------- | ------- | ------- | -------- | ------------------- | ------------ | ------ | ------- | ------------------------------------------------------- |
| 1990.  | Australsko prvenstvo - Superbike |                                               | Suzuki      | Suzuki GSX-R750         |         |         |          |                     |              |        |         | [ 19 ]                                                  |
| 1992.  | Svjetsko prvenstvo - Superbike   | Peter Jackson Yamaha Racing                   | Yamaha      | Yamaha FZR 750 R / OW01 | 4       | 0       | 0        | 0                   | 0            | 14     | 34.     | [ 1 ] [ 2 ] [ 20 ] [ 21 ] [ 22 ] [ 23 ] [ 24 ]          |
| 1993.  | Australsko prvenstvo - Superbike | Winfiled Honda                                | Honda       | Honda RC30              |         |         |          |                     |              |        | 1.      | [ 25 ]                                                  |
| 1994.  | Svjetsko prvenstvo - Superbike   | Fast by Feracci Ducati Corse Virginio Ferrari | Ducati      | Ducati 916 R            | 8       | 0       | 5        | 0                   | 2            | 90     | 11.     | [ 1 ] [ 2 ] [ 20 ] [ 21 ] [ 26 ] [ 27 ] [ 28 ]          |
| 1994.  | AMA - Superbike                  | Fast by Feracci                               | Ducati      | Ducati                  | 10      | 3       | 6        | 4                   |              | 273    | 1.      | [ 29 ] [ 30 ] [ 31 ]                                    |
| 1995.  | Svjetsko prvenstvo - Superbike   | Promotor Racing Promotor Racing Power House   | Ducati      | Ducati 916 R            | 24      | 4       | 15       | 4                   | 4            | 339    | 2.      | [ 1 ] [ 2 ] [ 20 ] [ 21 ] [ 3 ] [ 4 ] [ 32 ]            |
| 1996.  | Svjetsko prvenstvo - Superbike   | Promotor Power House                          | Ducati      | Ducati 916 R            | 24      | 7       | 13       | 5                   | 9            | 369    | 1.      | [ 1 ] [ 2 ] [ 20 ] [ 21 ] [ 5 ] [ 6 ] [ 33 ]            |
| 1997.  | Svjetsko prvenstvo - 500cc       | Yamaha Promotor Racing Red Bull Yamaha WCM    | Yamaha      | Yamaha YZR500 (OWH0)    | 7       | 0       | 0        | 0                   | 0            | 11     | 23.     | [ 34 ] [ 35 ] [ 36 ] [ 21 ] [ 37 ] [ 38 ] [ 39 ] [ 40 ] |
| 1998.  | Svjetsko prvenstvo - Superbike   | Ducati ADVF Ducati Racing ADVF                | Ducati      | Ducati 916 R            | 22 (24) | 2       | 14       | 7                   | 2            | 328,5  | 3.      | [ 1 ] [ 2 ] [ 20 ] [ 21 ] [ 7 ] [ 8 ] [ 41 ]            |
| 1999.  | Svjetsko prvenstvo - Superbike   | Ducati Performance                            | Ducati      | Ducati 996 RS           | 26      | 3       | 13       | 5                   | 6            | 361    | 3.      | [ 1 ] [ 2 ] [ 20 ] [ 21 ] [ 9 ] [ 10 ] [ 42 ]           |
| 2000.  | Svjetsko prvenstvo - Superbike   | Aprilia Axo                                   | Aprilia     | Aprilia RSV 1000        | 26      | 5       | 8        | 4                   | 4            | 310    | 3.      | [ 1 ] [ 2 ] [ 20 ] [ 21 ] [ 11 ] [ 12 ] [ 43 ]          |
| 2001.  | Svjetsko prvenstvo - Superbike   | Aprilia Axo Virgilio Aprilia Axo              | Aprilia     | Aprilia RSV 1000        | 25      | 2       | 10       | 3                   | 4            | 284    | 4.      | [ 1 ] [ 2 ] [ 20 ] [ 21 ] [ 13 ] [ 14 ] [ 44 ]          |
| 2003.  | Svjetsko prvenstvo - Superbike   | Foggy PETRONAS Racing                         | Petronas    | Petronas FP1            | 24      | 0       | 0        | 0                   | 0            | 107    | 12.     | [ 1 ] [ 2 ] [ 20 ] [ 21 ] [ 45 ] [ 46 ] [ 47 ]          |
| 2004.  | Svjetsko prvenstvo - Superbike   | Foggy PETRONAS Racing                         | Petronas    | Petronas FP1            | 22      | 0       | 1        | 2                   | 0            | 146    | 9.      | [ 1 ] [ 2 ] [ 20 ] [ 21 ] [ 48 ] [ 49 ] [ 50 ]          |
| 2005.  | Svjetsko prvenstvo - Superbike   | Alstare Suzuki Corona Extra                   | Suzuki      | Suzuki GSX-R 1000 K5    | 23      | 8       | 18       | 4                   | 7            | 433    | 1.      | [ 1 ] [ 2 ] [ 20 ] [ 21 ] [ 15 ] [ 16 ] [ 51 ]          |
| 2006.  | Svjetsko prvenstvo - Superbike   | Alstare Suzuki Corona Extra                   | Suzuki      | Suzuki GSX-R 1000 K6    | 24      | 2       | 9        | 4                   | 2            | 254    | 4.      | [ 1 ] [ 2 ] [ 20 ] [ 21 ] [ 17 ] [ 18 ] [ 52 ]          |
| 2007.  | Svjetsko prvenstvo - Superbike   | Yamaha Motor Italia                           | Yamaha      | Yamaha YZF-R1           | 25      | 0       | 9        | 2                   | 2            | 296    | 5.      | [ 1 ] [ 2 ] [ 20 ] [ 21 ] [ 53 ] [ 54 ] [ 55 ]          |
| 2008.  | Svjetsko prvenstvo - Superbike   | Yamaha Motor Italia WSB Team                  | Yamaha      | Yamaha YZF-R1           | 28      | 0       | 13       | 2                   | 2            | 342    | 2.      | [ 1 ] [ 2 ] [ 20 ] [ 21 ] [ 56 ] [ 57 ] [ 58 ]          |
| 2009.  | Svjetsko prvenstvo - Superbike   | BMW Motorrad Motorsport                       | BMW         | BMW S1000 RR            | 25 (26) | 0       | 0        | 0                   | 1            | 96     | 13.     | [ 1 ] [ 2 ] [ 20 ] [ 21 ] [ 59 ] [ 60 ] [ 61 ]          |
| 2010.  | Svjetsko prvenstvo - Superbike   | BMW Motorrad Motorsport                       | BMW         | BMW S1000 RR            | 24 (26) | 0       | 2        | 1                   | 0            | 165    | 11.     | [ 1 ] [ 2 ] [ 20 ] [ 21 ] [ 62 ] [ 63 ] [ 64 ]          |
| 2011.  | Svjetsko prvenstvo - Superbike   | BMW Motorrad Motorsport                       | BMW         | BMW S1000 RR            | 23 (24) | 0       | 0        | 0                   | 0            | 87     | 15.     | [ 1 ] [ 2 ] [ 20 ] [ 21 ] [ 65 ] [ 66 ]                 |

## Vanjske poveznice
- (engl.) troycorser.com, wayback arhiva
- (engl.) troycorser11.com
- (engl.) racing-school-europe.com
- (engl.) motogp.com, Troy Corser  Arhivirana inačica izvorne stranice od 27. siječnja 2018. (Wayback Machine)
- (engl.) worldsbk.com, Troy Corser